# Conan Osíris
Conan Osíris, pseudonimo di Tiago Emanuel da Silva Miranda (Lisbona, 5 gennaio 1989), è un cantautore portoghese.
Ha rappresentato il Portogallo all'Eurovision Song Contest 2019 con il brano Telemóveis, non riuscendo a qualificarsi per la serata finale.

## Biografia
Cantautore di musica fado e di musica elettronica, Conan Osíris è accompagnato nelle sue esibizioni dal vivo dal ballerino João Reis Moreira. Nel 2019 ha partecipato a Festival da Canção, il processo di selezione portoghese per la ricerca del rappresentante eurovisivo nazionale, presentando il brano Telemóveis. Nella finale del 2 marzo è stato proclamato unanimemente vincitore da giuria e televoto, ottenendo il diritto di rappresentare il Portogallo all'Eurovision Song Contest 2019 a Tel Aviv. Qui si è esibito nella prima semifinale del 14 maggio, ma non si è qualificato per la finale, piazzandosi 15º su 17 partecipanti con 51 punti totalizzati, di cui 43 dal televoto e 8 dalle giurie. È risultato il più votato dal pubblico in Francia e Spagna, ma ha ottenuto il voto della giuria più basso della serata.

## Discografia

### Album in studio
- 2016 – Música, Normal
- 2017 – Adoro bolos

### EP
- 2011 – Cathedral
- 2014 – Silk

### Singoli
- 2019 – Telemóveis
- 2020 – Vinte vinte (con Ana Moura e Branko)
- 2022 – Baza agora (con Messias Maricoa)
- 2022 – Barquinha (con gli Expresso Transatlântico)